# Progreso (Yucatán)
Progreso (deutsch: „Fortschritt“), auch Progreso de Castro, ist eine Hafenstadt im mexikanischen Bundesstaat Yucatán. Die Stadt erhielt ihren Beinamen nach Juan Miguel de Castro († 1884), dem wichtigsten politischen Fürsprecher des Hafenbaus in der 2. Hälfte des 19. Jahrhunderts.

## Lage und Klima
Progreso liegt in Norden der Halbinsel Yucatán etwa 35 km (Luftlinie) nördlich von Mérida am Golf von Mexiko im schwülheißen Klima der Karibik. Der Ort wird weniger als ein Mal pro Jahrzehnt von Wirbelstürmen (Hurricans) gestreift, so dass sich bislang die Schäden in Maßen hielten.

## Bevölkerung
Das Wachstum der städtischen Bevölkerung war bis in die 1970er Jahre moderat, danach wuchs Progreso schneller. Zwischen 2000 und 2005 verlor die Stadt erheblich an Bevölkerung, seither wächst sie wieder.
| Jahr        | 1900  | 1930   | 1960   | 1970   | 1980   | 1990   | 2000    | 2010   | 2020   |
| Bevölkerung | 5.125 | 11.481 | 13.694 | 17.518 | 24.257 | 35.280 | 44.3547 | 37.369 | 41.965 |

## Wirtschaft
Im 19. Jahrhundert war die gesamte Umgebung dichter besiedelt. Vielerorts existierten ausgedehnte Sisal-Plantagen (Misnebalam, Xtul, Santa Elena u. a.), die nach dem Ende des mexikanischen Sisal-Booms (1950/60) aufgegeben wurden und heute in Ruinen liegen. Die Stadt wurde als Hafen von Mérida errichtet und diente vornehmlich dem Export von Sisalfasern und dem Fischfang. 
Die Küste von Yucatan ist eine Kalksteinformation, die recht flach mit einem Gefälle von 1:1000 in den Golf von Mexiko absinkt. Bei Progreso verläuft eine Meeresströmung von 0,15 m/s bis 0,30 m/s parallel zur Küste, die eine gebaggerte Fahrrinne in der rund 4 m starken Sandschicht in kurzer Zeit versanden ließe. Von 1937 bis 1941 wurde zum Anlanden größerer Schiffe der etwa 2 km lange Pier von Progreso als Anlegebrücke mit 146 Bögen errichtet. Die Arbeiten wurde von der dänischen Firma Christiani & Nielsen durchgeführt, welche mit einem Konzept mit Betonpfeilern und -bögen und einer Bewehrung aus rostfreiem Stahl für die Anlegebrücke überzeugten, um Wartungsarbeiten wegen zukünftiger Korrosionsschäden gering zu halten.
Um dem Größenwachstum der Schiffe mit höherem Tiefgang zu entsprechen, wurde die Pier Ende der 1980er Jahre auf die Länge von 6,5 km verlängert. Von 1985 bis 1989 wurde ein neues Fernterminal von 64 Hektar Fläche aufgeschüttet, zusammen mit einer Mole als Fahrdamm, welche die bestehende Anlegebrücke um 4,5 km verlängert. Dies konnte als Felsschüttung realisiert werden, weil nur einige hundert Meter in Küstennähe der Meeresboden mit einer Sandschicht bedeckt ist, welche zur Vermeidung von ungewollten Ablagerungen bzw. Erosionseffekten eine wassergängige Konstruktion benötigt. Weiter draußen ist der Meeresgrund felsig.
1999/2000 wurde das Fernterminal weiter ausgebaut und eine zweite Brückenkonstruktion parallel zum Pier aus den 30er Jahren wurde errichtet.
Die Hochseefahrrinne wurde bei einer Breite von 150 m und einer Länge von 7,8 km auf 12,19 m (40 Fuß) Tiefe ausgebaggert, das Hafenbecken des Terminals lässt Schiffe mit einem Tiefgang von 9,75 m (32 Fuß) zu. Der Hafen des Fernterminals hat insgesamt zehn Liegeplätze: zwei für Containerschiffe, drei für Stückgüter, einen für Schüttgüter (Getreide), einen für Mineralölprodukte, und drei für Kreuzfahrtschiffe bzw. Fähren.
2005 wurden über 4 Mio. Tonnen Güter umgeschlagen, 2019 dann 7,3 Mio. Tonnen und 2023 bereits 10,1 Mio. Tonnen.
Gemäß den Guinness World Records ist die Pier von Progreso mit inzwischen über 8 km das längste Bauwerk dieser Art weltweit.
Progreso ist neben seiner Funktion als Hafen auch ein beliebtes Ausflugsziel der Einwohner von Mérida. Auch die Strände der Umgebung sind beliebt, doch ist die Hitze – trotz der leichten Meeresbrise – vor allem während der Mittagsstunden oft unerträglich.

## Sehenswürdigkeiten
Umgebung
- Hauptattraktion sind die weißen Korallen-Strände.
- Die sehenswerten Maya-Ruinenstätten von Dzibilchaltún und Xcambó liegen etwa 20 km (Fahrtstrecke) in südöstlicher Richtung bzw. 37 km in östlicher Richtung entfernt.

## Städtepartnerschaften
- Hialeah, Vereinigte Staaten, seit 1998
- Miami, Vereinigte Staaten, seit 2005
- Houston, Vereinigte Staaten, seit 2011
- Chengdu, Volksrepublik China, seit 2018
- El Marqués, Méxiko, seit 2019
- Saint-Nazaire, Frankreich, seit 2023

## Söhne und Töchter
- Luis Miguel Cantón Marín (1938–1990), Bischof von Tapachula